# كورنيليوس هوير
كورنيليوس هوير (بالدنماركية: Cornelius Høyer)‏ هو رسام وعالم حشرات دنماركي، ولد في 26 فبراير 1741، وتوفي في 2 يونيو 1802.